# Natrix mlynarskii
Natrix mlynarskii (лат.) — вид вымерших змей из семейства ужеобразных (Colubridae).
Описан в 1988 году по голотипу MNHN QU 17181 — одному позвонку, найденному в фосфоритах Керси во Франции. Там же найден ещё один позвонок этого ужа — MNHN QU 17182. Датировка обоих ископаемых остатков затруднена — позвонки обнаружены в «старых коллекциях», поэтому точное место нахождение и возраст неизвестны, а все слои фосфоритов Керси датируют эоценом — олигоценом. К виду вероятно относится позвонок USTL MGT 3508 из тех же отложений, но у этого образца известен возраст — олигоцен.